# Ian Hall
Pas d'image ? Cliquez ici

a Compétitions nationales et continentales officielles uniquement.

b Matchs officiels uniquement.
Dernière mise à jour le 28 novembre 2021.
Ian Hall, né le 4 novembre 1946 à Gilfach Goch, est un joueur de rugby à XV qui a joué avec l'équipe du pays de Galles de 1967 à 1974 évoluant au poste de trois quart centre. 

## Carrière
Il joue en club avec le Aberavon RFC. Il connaît également cinq sélections avec les Barbarians de 1971 à 1974. Il dispute son premier test match le 11 novembre 1967 contre la Nouvelle-Zélande et son dernier contre la France le 16 février 1974.

## Palmarès
- Vainqueur du Tournoi des Cinq Nations en 1970 et 1971 (Grand Chelem)

## Statistiques en équipe nationale
- 8 sélections
- Sélections par année : 1 en 1967, 3 en 1970, 1 en 1971, 3 en 1974
- Tournois des Cinq Nations disputés : 1970, 1971, 1974